# Могила Баба (мемориальный комплекс)
Моги́ла Ба́ба (укр. Моги́ла Ба́ба або Ба́бина Моги́ла) — мемориальный комплекс истории Великой Отечественной войны, Шевченковский сельсовет, Криворожский район, Днепропетровская область. Комплекс посвящён времени освобождения Кривого Рога от немецко-фашистских захватчиков.
Комплекс представляет собой курган высотой 9 метров, северный и северо-западный склоны которого изрыты окопами. На вершине кургана установлена противотанковая пушка ЗИС-3. С кургана открывается панорамный вид на северную часть Кривого Рога, в частности, на современный район Даманский.
Мемориал находится в 1,5 км от трассы Софиевка — Терны.
Возле комплекса расположены сёла:
- Каменное Поле — 2 км.
- Шевченковское — 2,5 км.
- Весёлое Поле — 4 км по трассе.
- Зелёное Поле — 7 км по трассе.

## История
Древний курган Могила Баба мимо которого в своё время проходило два чумацких пути: Кизикерманский и Соединительный.
Во время Великой Отечественной войны, в период освобождения Кривого Рога, это была немецкая укрепленная высота 118 за контроль над которой вели кровопролитные бои бойцы Красной армии. С октября 1943 года по февраль 1944 на высоте размещался командно-наблюдательный пункт 82-го стрелкового корпуса.
Надпись на табличке на вершине кургана: «Здесь с октября 1943 года по февраль 1944 года размещался командно-наблюдательный пункт 82-го Стрелкового корпуса принимавшего участие в освобождении г. Кривого Рога от фашистов».
Надпись на каменной плите у основания кургана: «Здесь насмерть сражались с фашистами в конце 1943 года воины 82-го Стрелкового корпуса — герои битвы за Кривой Рог».

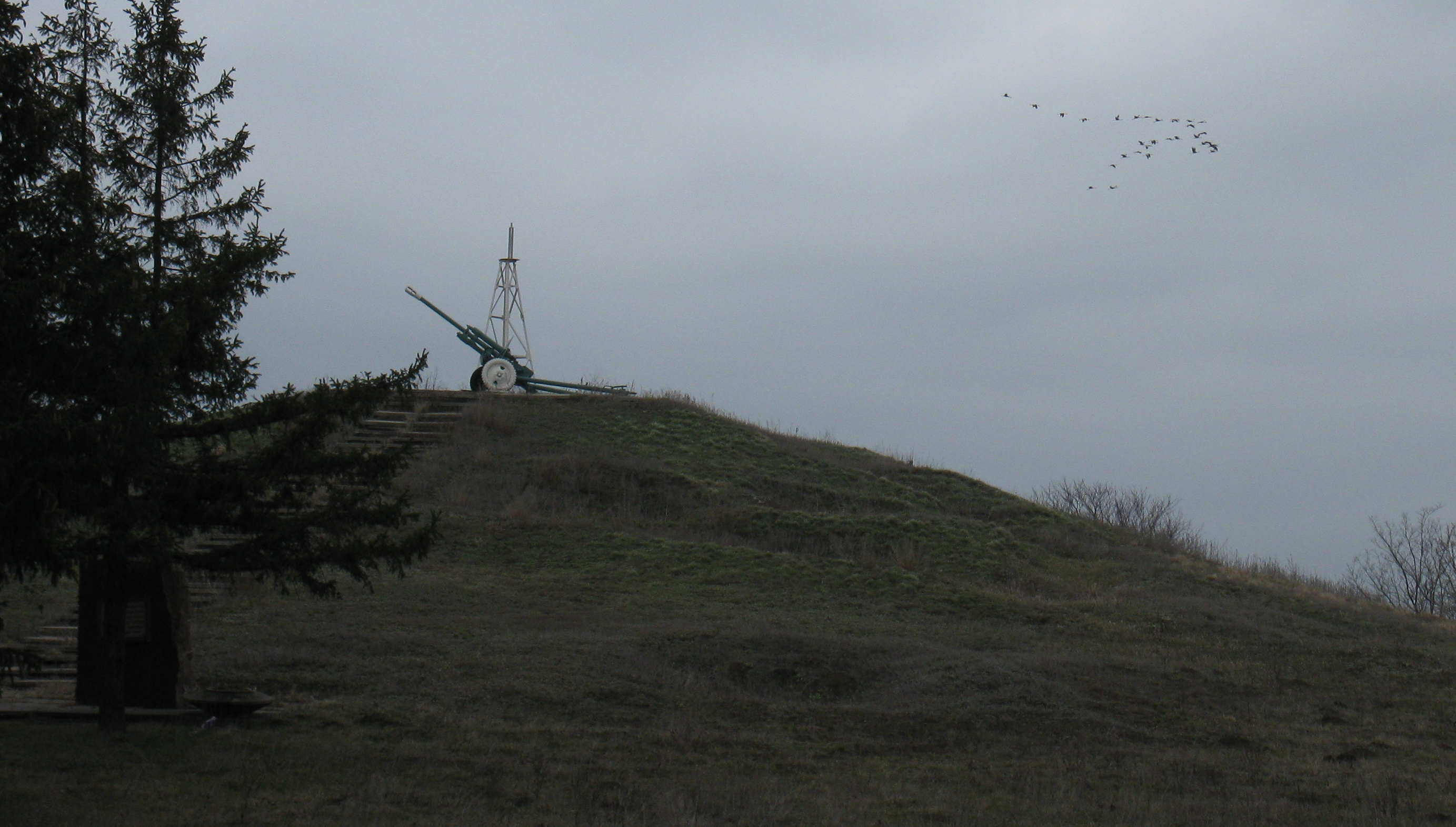
Птичий клин над курганом
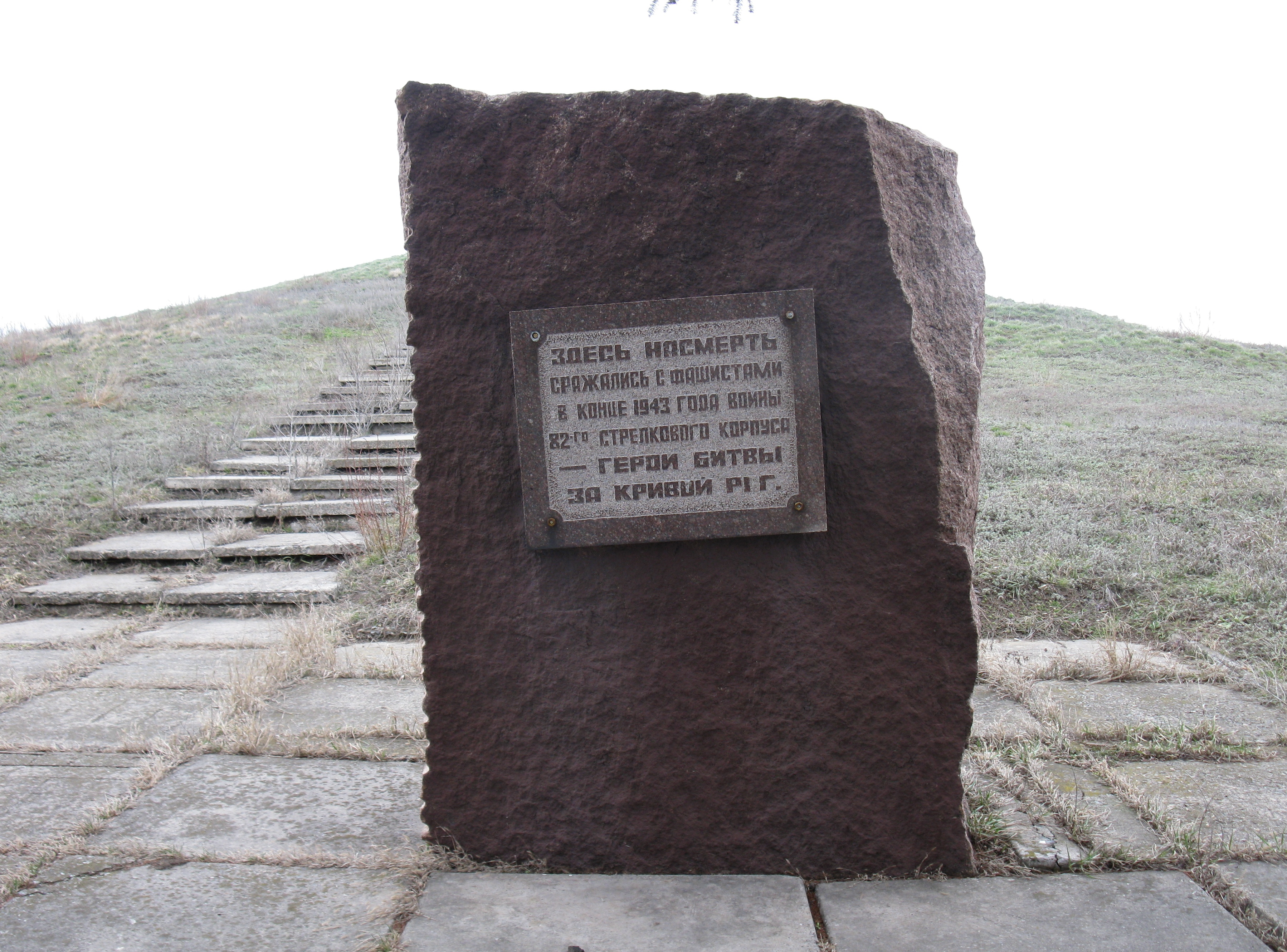
Стела воинам-освободителям Кривого Рога
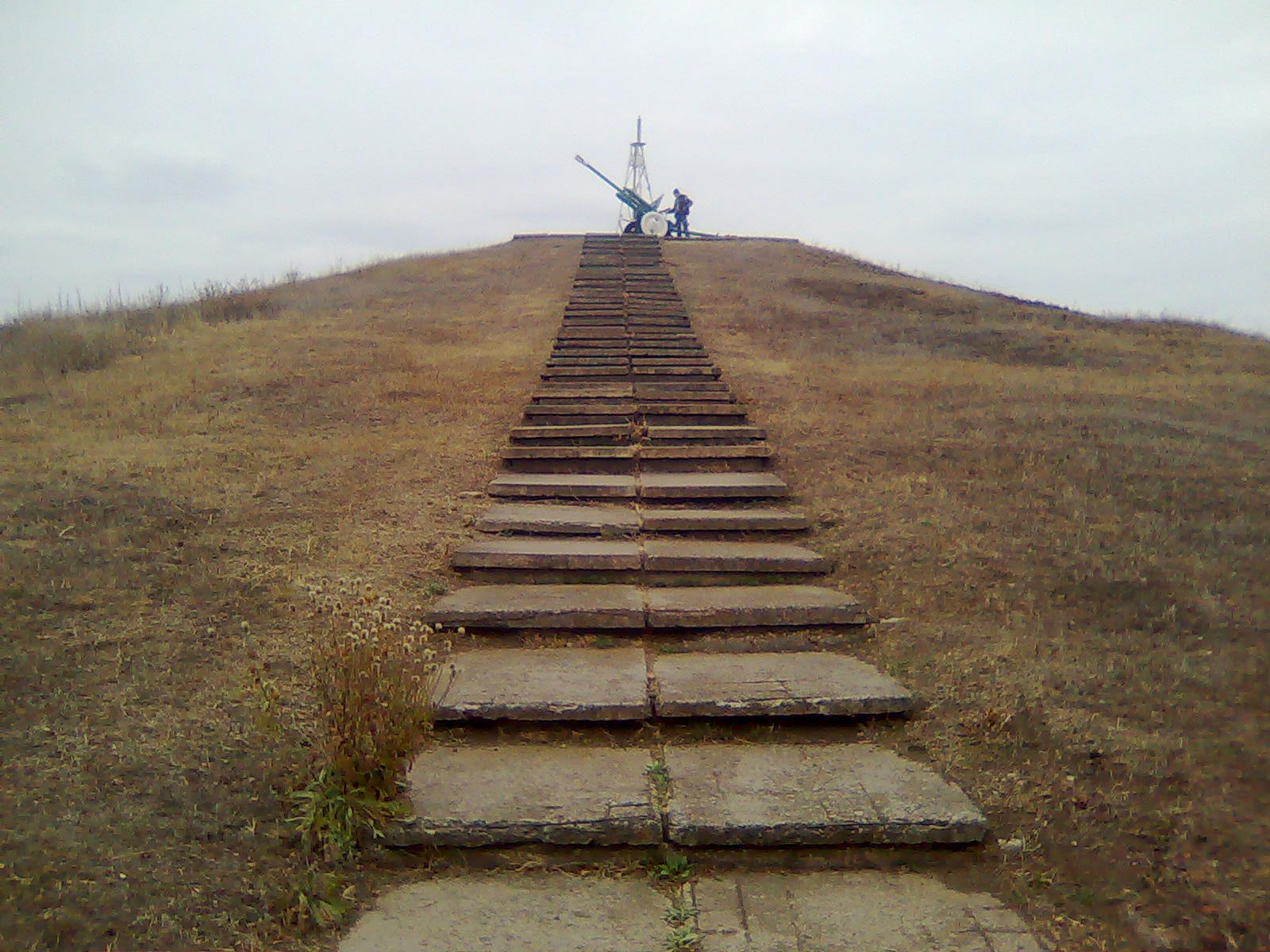
Лестница на курган
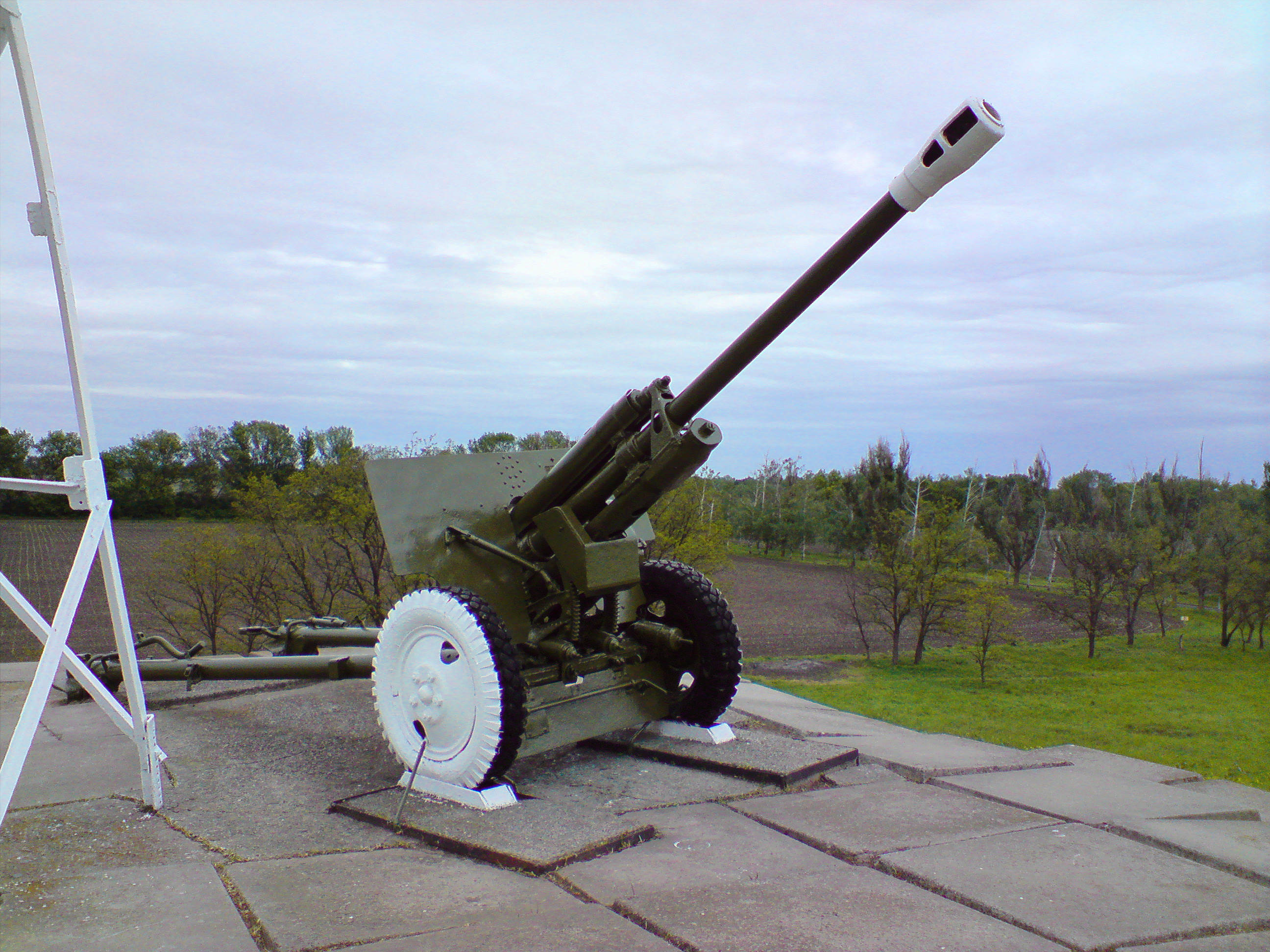
Противотанковая пушка ЗИС-3